# 松平斉民
松平 斉民（まつだいら なりたみ）は、江戸時代後期の大名。美作津山藩8代藩主。確堂の号で知られる。

## 生涯
11代将軍・徳川家斉の十五男として誕生した。12代将軍徳川家慶の異母弟にあたる。
文化14年（1817年）9月18日、津山藩主・松平斉孝の養嗣子となる。文政5年（1822年）2月1日、御目見。文政7年（1824年）3月28日、元服して父・家斉より偏諱を受け斉民と名乗り、従四位上・侍従・三河守に叙任する。文政9年（1826年）12月、左近衛権少将。のち正四位上・左近衛権中将、越後守。天保2年（1831年）11月22日、養父の隠居により家督を相続する。天保3年（1832年）4月19日、初入国する。以後、藩の財政再建や教育の普及などに力を注いだ。
安政2年（1855年）5月3日、養子の慶倫（斉孝の四男）に家督を譲って隠居し、確堂と称する。文久3年（1863年）4月、津山に隠居した斉民に対し、幕府は毎年1万俵の隠居料を給したが、これは将軍・家斉の実子という理由の他に、誠実な性格で将軍家において人望が厚かったためとされる。
慶応元年（1865年）3月、江戸に出府する。維新の動乱の際は、勤皇、佐幕の方針をめぐって藩内は混乱したが、斉民の力をもって勤皇に統一した。慶応4年（1868年）5月3日、江戸開城に伴い新政府より田安亀之助（徳川家達）の後見人を命じられ、その養育に尽力した。明治14年（1881年）12月、従三位に昇進する。明治15年（1882年）6月、麝香間祗候。
明治24年（1891年）3月23日、78歳で死去した。家斉の53人の子（そのうち男子は26人）や孫の多くが夭折したり、子孫が残せぬものが多い中、例外的に長命であったといえる。

## 人物
- 天璋院と固い信頼関係にあったという。20歳ほど年下である彼女の死に際して、「御姿を仰ぐも悲しぬかつけは 落るなみたに雪もきえつつ」と詠んでいる。
- 安政5年（1858年）、大老井伊直弼は14代将軍徳川家茂の後見として、徳川慶頼と共に斉民を据えようと画策する。直弼は斉民に対して清水徳川家の相続を働きかけたものの、斉民が辞退したこと、またその後の幕府による調査の結果「評判宜しからず」と評価されたことなどから、この話は立ち消えになった[1]。
- 現在まで残っている家斉の男系子孫は、斉民の子孫のみである。

## 栄典
- 1889年（明治22年）12月27日 - 勲三等瑞宝章[2]

## 系譜
- 父：徳川家斉（1773年 - 1841年）
- 母：皆春院（? - 1843年） - 八重、牧野忠克の娘
- 養父：松平斉孝（1788 - 1838年）
- 正室：従 - 松平斉孝の娘
- 継室：敏 - 松平斉孝の養女、松平維賢（松平康哉の四男）の娘、松平信発・高木正坦の姉
- 生母不明の子女
  - 四男：松平康倫（1856年 - 1877年） - 松平慶倫の養子
  - 五男：松平康民（1861年 - 1921年） - 松平康倫の養子
  - 九男：松平斉（1874年 - ?） - 分家（1897年失踪）
  - 女子：三浦義次婚約者
- 養子
  - 男子：松平慶倫（1827年 - 1871年） - 松平斉孝の四男